# サクリファイス (1986年の映画)
『サクリファイス』（英語題：The Sacrifice, スウェーデン語題：Offret）は、1986年にロシア人映画監督のアンドレイ・タルコフスキーが制作したスウェーデン映画である。

## 解説
当作品は1986年の第39回カンヌ国際映画祭において絶賛され、審査員特別グランプリを初めとする4賞を独占して受賞した。しかしタルコフスキーはこの映画の完成後に病床に伏し、同年暮に故国にも戻れぬままパリで亡くなり、遺作となった。

## あらすじ
舞台はスウェーデンのゴトランド島。舞台俳優の名声を捨てたアレクサンデルは、妻アデライデと娘マルタ、息子の少年（喉の手術をしたため、映画の最後まで口をきけない設定）と暮らしている。家には小間使いのジュリア、召使いのマリアもいる。アデライデは夫への不満を抱き、夫婦は不仲である。今日はアレクサンデルの誕生日。彼は“子供”と一緒に枯れた松の木を植え、枯れた木に3年間水をやり続けて甦らせた僧の伝説を話す。
その日、郵便局員オットーや医師ヴィクトルといった友達も交えて誕生会を開くことになっていた。オットーが持ってきたプレゼントの古い地図が高価だからと辞退するアレクサンデルに、犠牲がなければプレゼントではないとオットーが言う。
白夜の屋外に、アレクサンデルは自宅そっくりの小さな家を見つけるが、帰宅途中のマリアに、それが子供が誕生日のプレゼントに作ったものだと教えられる。子供は自宅の2階のベッドで眠っていた。アレクサンデルが階下に降りると、サロンにあるテレビが突然、核戦争が勃発し非常事態となったことを伝えた。しかし停電により外部との連絡が途絶えてしまい、人々はパニックに陥った。
アデライデはヴィクトルから鎮静薬を打たれ、自分の願望といつも逆のことをしてきたと語る。彼女は子供を起こそうとするがジュリアに止められる。アレクサンデルはヴィクトルの持ち物にピストルがあるのを見つける。子供は眠っている。その頃ヴィクトルの前でマルタが衣服を脱いで彼を誘っている。
神を信じなかったアレクサンデルが初めて、家族も家も自分の持つ総ての物を放棄するから愛する者を守ってほしいと神に祈り、力尽きてソファに倒れ込む。アレクサンデルを訪ね、眠っていたのを起こしたオットーから、召使のマリアは魔女であり、彼女と一夜を共にすることで世界は救われると告げられる。
アレクサンデルはマリアの家を訪ね、マリアの前でピストルをこめかみに当て、懇願し、マリアは同意する。
翌朝、アレクサンデルが目覚めると、電力は通じておりいつものようにオーディオセットで海童道祖のテープを聴くことが出来た。それどころか、テレビをつけると核戦争自体が全く無かったことになっていた。
何事もなかったように朝が訪れたのを、アレクサンデルは自分が魔女と寝たからだと、そしてそのことを教えてもらえたのはこれから自分が払う犠牲のおかげだと考えた。彼は神に約束した通り、犠牲を捧げることを始める。

## キャスト
- アレクサンデル - エルランド・ヨセフソン
- 妻アデライデ - スーザン・フリートウッド
- 郵便局員オットー - アラン・エドヴァル
- 召使いマリア - グドルン・ギスラドッティル
- 医師ヴィクトル - スヴェン・ヴォルテル
- 小間使いジュリア - ヴァレリー・メレッス
- 娘マルタ - フィリッパ・フランセーン
- “子供”- トミー・チェルクヴィスト

## スタッフ
- 監督 - アンドレイ・タルコフスキー
- 製作 - カティンカ・ファラゴ
- 製作総指揮 - アンナ＝レーナ・ヴィボム
- 脚本 - アンドレイ・タルコフスキー
- 撮影 - スヴェン・ニクヴィスト
- 音楽 - 
  - J・S・バッハ『マタイ受難曲』よりアリア「憐れみ給え、わが神よ」（独唱：ユリア・ハマリ）
  - 海童道祖による法竹の音楽
  - スウェーデンの民俗音楽 ほか
- 編集 - アンドレイ・タルコフスキー

## 映画からの影響
作家・柳田邦男は著書『犠牲（サクリファイス） わが息子・脳死の11日』（文藝春秋、1995年、ISBN 978-4-16-350490-2）で次のようなことを書いている。
次男は生前、バッハの『マタイ受難曲』を気に入って何度もレコードで聴いていた。またタルコフスキーのこの映画『サクリファイス』にも傾倒していた。

その後、自殺を図った次男は治療の甲斐なく脳死状態となり、移植のため腎臓の摘出手術を受けた。深夜に柳田が次男の遺体とともに帰宅して間もなく、長男がこの時間に偶然にNHKの衛星放送で『サクリファイス』が放送されているのに気付いてテレビのスイッチを入れると、映画の終盤の場面が映り、そのBGMは『マタイ受難曲』のアリア「憐れみ給え、わが神よ」であった。

## エピソード
最後の家屋が全焼するシーンは撮影中にカメラが止まってしまったため、セットをすべて作り直して再撮影された。